# Војтовце
Војтовце (слч. Vojtovce, рсн. Війтївцї) насељено је мјесто са административним статусом сеоске општине (слч. obec) у округу Стропков, у Прешовском крају, Словачка Република.

## Географија
Насеље се налази око 6 км источно од Стропкова.

## Становништво
| Година:    | 1994. | 2004.   | 2014.    | 2024.   |
| ---------- | ----- | ------- | -------- | ------- |
| Број људи: | 130   | 121     | 107      | 102     |
| Разлика:   |       | -6,92 % | -11,57 % | -4,67 % |

| Година:    | 2023. | 2024.   |
| ---------- | ----- | ------- |
| Број људи: | 101   | 102     |
| Разлика:   |       | +0,99 % |

Према подацима о броју становника из 2024. године насеље је имало 102 становника.
Етнички састав по попису из 2001. године:
- Словаци - 63,79%,
- Русини - 27,59%,
- Украјинци - 6,9%.

Вјерски састав по попису из 2001. године:
- православци - 48,28%,
- гркокатолици - 40,52%,
- римокатолици - 6,9%,
- атеисти - 2,59%.

## Галерија
- Православна црква